# George Cortlever
Johan George Cortlever (* 4. August 1885 in Amsterdam; † 14. April 1972 ebenda) war ein niederländischer Schwimmer und Wasserballspieler.

## Karriere
Cortlever nahm 1908 erstmals an Olympischen Spielen teil. In London scheiterte er im Wettbewerb über 100 m Rücken als Zweiter seines Vorlaufes. Mit der niederländischen Wasserballmannschaft erreichte er den vierten Rang. Zwölf Jahre später nahm er auch an den Spielen in Antwerpen teil. Hier wurde er im Wasserball Fünfter.